# Pierre François Bauduin
Pour les articles homonymes, voir Bauduin.
Pierre-François Bauduin, né le 25 janvier 1768 à Liancourt-Fosse dans la Somme et mort le 18 juin 1815 à la bataille de Waterloo en Belgique, est un général français de la Révolution et de l’Empire.

## Biographie

### Sous la Révolution et le Consulat
Il entre au service le 11 septembre 1792, en qualité de lieutenant dans la 118e demi-brigade de première formation, devenue 32e demi-brigade de deuxième formation en l'an IV. Quartier-maître le 11 fructidor an II, lieutenant le 4 ventôse an III, adjoint aux adjudants-généraux le 5 du même mois, et capitaine adjoint le 14 vendémiaire an V, il fait les campagnes de 1792 à l'an II, aux armées des Alpes et d'Italie, et celle de l'an III sur la frégate la Courageuse, et celle de l'an IV à l'an VII aux armées des Alpes et d'Italie. 
Désigné pour faire partie de la deuxième armée de réserve d'Italie en l'an VIII, il est appelé comme aide de camp auprès du général Herbin, le 15 germinal. Le 20 prairial, à la bataille de Montebello, il pénètre un des premiers dans le village de Casteggio, à la tête d'un détachement de la 24e demi-brigade légère, et force l'ennemi à abandonner cette position. Il rend d'importants services à la bataille de Marengo, quoique blessé d'un coup de feu à la cuisse dès le commencement de la journée. Une partie de la division Gardanne ayant été forcée et mise en déroute sur la ligne de Grosse-Cassini, Bauduin rallie les grenadiers et les carabiniers et manœuvre avec eux de manière à protéger le flanc de la colonne que commandait le général Herbin. Sur la ligne du village de Marengo, où la brigade de ce général combat jusqu’à trois heures de l'après-midi. Il traverse trois fois le ruisseau qui le sépare de l'ennemi pour le charger, et dans la dernière tentative entraîne à sa suite un bataillon qui hésitait à passer, en jetant son chapeau de l'autre côté du ruisseau et en s'y précipitant le premier.

### Du chef de bataillon au général de l'Empire
Promu chef de bataillon sur le champ de bataille, il passe en cette qualité à la 16e demi-brigade de ligne le 16 pluviôse an XI, est nommé membre de la Légion d'honneur le 25 prairial an XII, et suit les opérations de son nouveau corps pendant les ans XIII et XIV, sur mer, avec l'amiral Villeneuve, et en 1807 et 1808 à la Grande Armée. Il fait la campagne de 1809 en Allemagne, se distingue à Essling et à Presbourg, est promu colonel du 93e régiment de ligne le 2 juillet, et créé officier de la Légion d'honneur et baron de l'Empire les 13 et 15 août de la même année. Envoyé en 1810 au corps d'observation de Hollande, et en 1812 à la Grande Armée de Russie, il est grièvement blessé au bras droit pendant la campagne, et aurait reçu en mains propres de Napoléon lors du plan de la bataille de la Moskova la croix de commandeur de la Légion d'honneur le 26 août.

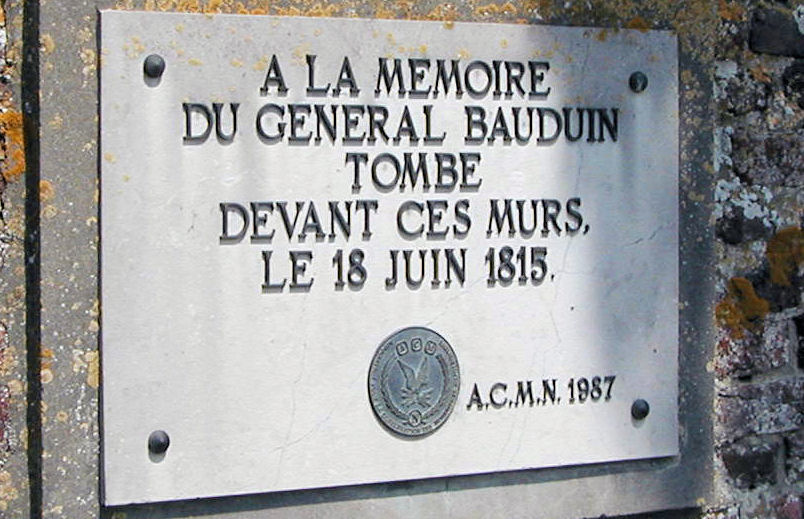
Plaque commémorative à Hougoumont.

Élevé au grade de général de brigade, le 9 mars 1813, il acquit une nouvelle gloire aux batailles de Lützen, de Wurschen et de Bautzen, en Saxe. Il prend le commandement du département des Pyrénées-Orientales le 11 août de la même année. Attaché à la 7e division provisoire d'infanterie de la Jeune Garde le 24 janvier 1814, il fait avec elle la campagne de France. Mis en non-activité, après l'abdication de l'Empereur, nommé chevalier de Saint-Louis le 11 septembre, il est appelé pendant les Cent-Jours au commandement d'une brigade à l'armée du Nord et est blessé mortellement devant la ferme d'Hougoumont pendant la bataille de Waterloo. Napoléon tient à lui rendre une dernière visite en hommage à ses exploits alors qu'il agonise. Son nom est gravé sur les tables de bronze du Musée de Versailles.

## Distinctions
- Chevalier de l'ordre royal et militaire de Saint-Louis.
- Commandeur de la Légion d'honneur.

## Armoiries
| Figure | Blasonnement |
|        | Armes du baron Bauduin et de l'Empire Coupé : au 1er, parti à dextre de sable à un lion rampant d'argent, armé et lampassé de gueules et à senestre des barons militaires ; au 2e, d'azur à un cheval libre lancé d'or, accompagné de trois étoiles du même, 2. 1, foulant aux pieds deux lances brisées d'argent, adextré de trois lances du même à banderoles de gueules, mouvant du flanc senestre en barre sur lesquelles il se précipite. |